# Aalto-Theater

Aalto-Theater (2014)

Das Aalto-Theater ist seit 1988 das Opernhaus der Stadt Essen und befindet sich im nordöstlichen Teil des Essener Stadtgartens im Stadtteil Südviertel.
1959 stellte der finnische Architekt Alvar Aalto im Rahmen eines Ideenwettbewerbs die ersten Entwürfe für den organischen Bau vor. In den darauf folgenden Jahren überarbeitete Aalto die Pläne mehrmals (unter anderem gemeinsam mit dem Essener Architekten Horst Loy), die Realisierung erlebte der 1976 verstorbene Architekt aufgrund von mehreren Verzögerungen jedoch nicht mehr. Erst zwischen 1983 und 1988 wurde der Bau unter der Leitung des deutschen Architekten Harald Deilmann errichtet.
Neben der Darbietung von Oper und Operette dient das Aalto-Theater auch den Aufführungen von Musicals, Konzerten und Ballett und ist Spielstätte des Aalto-Musiktheaters, des Aalto Ballett Theaters Essen und der Essener Philharmoniker.

## Entstehungsgeschichte
Im Zuge der „kulturellen Aufbruchphase“ der 1950er Jahre erwies sich das nach dem Zweiten Weltkrieg wiederaufgebaute Essener Grillo-Theater mit seinen 650 Sitzplätzen für „den gestiegenen Bedarf der am Theater interessierten Bevölkerung“ als zu klein. Aufgrund dessen konstituierte sich 1955 die Gesellschaft zur Förderung des Theaterneubaus, welche mit Hilfe der Bürger einen weiteren Theaterbau in der Stadt Essen verwirklichen wollte. 1959 gelang es dem Förderverein schließlich, einen „Ideenwettbewerb für den Bau eines neuen Opernhauses in die Wege“ zu leiten. Neben zahlreichen Essener Architekten wurden auch fünf externe Architekten gegen besondere Bezahlung zu diesem Ideenwettbewerb eingeladen. Mit deutlichem Abstand zu den übrigen Beiträgen erhielt der finnische Architekt Alvar Aalto den ersten Preis für seinen Entwurf.
Nachdem die Entscheidung auf Aaltos Entwurf gefallen war, erteilte die Stadt Essen dem Architekten 1960 auf Drängen des Fördervereins den offiziellen „Auftrag für die Ausführungsplanungen“ Daraufhin entwickelte Aalto den Entwurf mehrmals weiter und legte 1964 einen genehmigungsreifen Plan vor. Trotzdem wurden die Arbeiten an den Ausführungsplanungen noch im selben Jahr aus Kostengründen eingestellt. Die Stadt Essen setzte zunächst andere städtebauliche Prioritäten, und so floss ein Großteil der vorhandenen Gelder in den Bau von Wohnungen, Schulen, Straßen und sozialen Einrichtungen.
Zehn Jahre nach dem Wettbewerb entschied der Rat der Stadt Essen, die Planungsarbeit mit veränderten Vorlagen wieder aufzunehmen. Aalto erhielt erneut den Auftrag, die Pläne zu überarbeiten und sie hinsichtlich einer geplanten Umsetzung zu vervollständigen. Vier Monate vor seinem Tod 1976 stellte der Architekt die baureifen Pläne fertig.
Nach dem Tod Aaltos wurde das Projekt ein zweites Mal gestoppt. Aufgrund der „beginnenden wirtschaftlichen Strukturkrise im Ruhrgebiet“ wurden erneut andere kommunalpolitische und städtebauliche Prioritäten gesetzt. Erst als sich die wirtschaftliche Lage 1979 zu entspannen schien, legte der Rat der Stadt Essen fest, dass nach der Fertigstellung des Mitte der 1970er Jahre begonnenen Baus des neuen Essener Rathauses mit der Errichtung des neuen Theaters nach den Plänen Aaltos begonnen werden sollte. Aufgrund dessen suchte die inzwischen gegründete Gemeinnützige Theaterbaugesellschaft mbH „einen deutschen Architekten, der Erfahrungen in der Realisierung und Planung von Theaterbauten besaß, ein leistungsfähiges Büro aufweisen konnte [….] und eine Affinität zu Alvar Aaltos Architektur hatte“. 1981 wurde die Umsetzung des Projekts schließlich dem Architekten Harald Deilmann übertragen. Dieser änderte den Entwurf Aaltos hinsichtlich „inzwischen veränderter funktioneller und bautechnischer Forderung“ wahrte jedoch das „architektonisch-künstlerische Konzept Aaltos“. Drei Jahre nachdem Deilmann das Projekt übernommen hatte, fand am 15. November 1983 die Grundsteinlegung statt und am 25. September 1988 die Eröffnung mit einer Aufführung von Richard Wagners Die Meistersinger von Nürnberg.
Im September 2008 wurde das Aalto-Theater in der Fachzeitschrift Opernwelt nach einer Umfrage unter fünfzig unabhängigen Kritikern aus verschiedenen Ländern als bestes Opernhaus im deutschsprachigen Raum ausgezeichnet und trägt nun den Titel Opernhaus des Jahres 2008. In der Kritikerumfrage der Fachzeitschrift theater pur konnte das Aalto-Theater seinen ersten Preis 2009 behaupten.

### Ideenwettbewerb
1959 leitete die Gesellschaft zur Förderung des Theaterneubaus einen Wettbewerb zur Ideenfindung für einen neuen Essener Theaterbau in die Wege.
Im Auslobungstext des Wettbewerbes wurde festgehalten, dass der Wettbewerb die Planungen eines Hauses zum Ziel hatte, welches primär den Darbietungen musikalischen Theaters (Oper und Operette) dienen sollte, in besonderen Fällen, aber auch für Schauspielaufführungen ausgestattet sein sollte. Die Wettbewerbsteilnehmer sollten ein entsprechendes Gebäude für ein im Norden des Stadtgartens („Ecke Huyssenallee, Roland- und Rellinghauser Straße“) gelegenes Baugelände konzipieren. Dabei legten die Verantwortlichen insbesondere auf die städtebauliche und verkehrstechnische Lösung wert. Das Theater sollte für die Besucher sowohl mit der Straßenbahn als auch mit dem PKW zu erreichen sein, weshalb Parkmöglichkeiten für 350 bis 500 Autos und verschiedene Wege für Fußgänger vorzusehen waren. Im Innenraum galt es einen Zuschauerraum mit etwa 1300 Plätzen, einem wandelbaren Orchestergraben für rund 100 Musiker, eine moderne Raumbeleuchtung und ein Bühnenhaus mit Haupt-, Hinter- und Seitenbühnen zu konzipieren. Zwar sollte kein bühnentechnisches Programm ausgearbeitet werden, dennoch sollten veränderliche Bühnenöffnungen und -böden sowie „Platz für elektroakustische Einrichtungen“ erkenntlich gemacht werden. Weiterhin war ein großes Foyer mit zentraler Garderobe, ein Restaurant, ein abgetrennter Raucherbereich und entsprechende Wirtschaftsräume, Beheizungen und Lüftungen vorgesehen. Neben einem Orchesterprobesaal, einem Chorprobesaal, einem Ballettsaal, zwei Probebühnen, mehreren Musikprobezimmern und einem kleinen Magazin für Kostüme sollten ebenfalls Personalräume, Werkstätten, Betriebs- und Lagerräume in den Entwürfen enthalten sein.
Neben einigen in Essen ansässigen Architekten, die am Wettbewerb teilnahmen, wurden die externen Architekten Alvar Aalto, Otto Apel, Fritz Bornemann, Werner Frey und Jacques Schader, Gerhard Graubner, David Helldén, Hans Schwippert und Prof. Weber „gegen besondere Vergütung“ eingeladen. Zwar hatten alle Teilnehmer die oben genannten Anforderungen weitestgehend erfüllt und konnten teilweise mit interessanten Ansätzen aufwarten, dennoch entschied das Preisgericht einstimmig, dass der Entwurf Aaltos aufgrund seiner „hervorragenden künstlerischen Qualitäten in großem Abstand zu den anderen Arbeiten“ den ersten (und einzigen) Preis erhalten sollte. Für fünf weitere als gut befundene Beiträge vergab das Preisgericht lediglich gleich gewertete Ankäufe.

### Entwurf
Bis es 1983 zur Ausführung des neuen Theaterbaus kommen sollte, wurde der 1959 eingereichte Ideenentwurf Alvar Aaltos mehrmals überarbeitet. Zunächst änderte Aalto seinen Entwurf in zwei Etappen (1960–1964 und 1969–1976) selbst ab und nach seinem Tod passte der Architekt Harald Deilmann die Pläne den zwischenzeitlich veränderten Bauvorgaben an.

#### Alvar Aaltos Ideenentwurf von 1959
In seinem Entwurf stellte der finnische Architekt Alvar Aalto einen organischen Bau vor, welcher im äußersten nordöstlichsten Winkel des vorgesehenen Grundstücks, an der Kreuzung Rolandstraße/Rellinghauserstraße platziert werden sollte. Indem Aalto die Grundform des Gebäudes den Flächen und Formen des Parks anpasste, ließ er den Bau „zu einem plastischen Ausdrucksträger der Geländestruktur werden“.
In seiner ersten Entwurfsversion charakterisierte sich das Gebäude durch einen asymmetrischen und geschwungenen Grundriss, gewellte Fassadenteile und eine Dachschräge, die ausgehend von einer Höhe von 13 Meter kontinuierlich Richtung Rellinghauserstraße auf eine Höhe von 36 Meter ansteigen und einzig durch das zylinderförmige Bühnenhaus leicht durchbrochen werden sollte. Aalto sah vor, das Gebäude so zu platzieren, dass Richtung Kreuzung Huyssenallee/Rolandstraße ein großer Teil des Parks bestehen bleiben und so eine große Distanz zum Straßenverkehr entstehen würde. Die sich dort befindende nordwestliche Fassade, beinahe diagonal zur Kreuzung Huyssenallee/Rolandstraße ausgerichtet, zeichnete sich im Entwurf Aaltos durch große weiche Wellen aus. Als Material für die gesamte Fassade befürwortete Aalto Kalkstein (oder ein vergleichbares Material) und zog eine wechselnde Farbigkeit in Betracht. Im Scheitelpunkt der gewellten nordwestlichen Fassadenseite fasste der Architekt alle Besuchereingänge zusammen. Aalto sah vor, PKW-Verkehr und Fußgängerzugänge an dieser Stelle voneinander zu trennen. Ein annähernd dreieckiges Vordach, welches die Form der gewellten Fassade widerspiegelte, sollte die Fußgänger von der Straßenbahnhaltestelle Rolandstraße über kleine Parkwege bis hin zu den Haupteingängen leiten. Damit keiner der Besucher die stark befahrenen Straßen überqueren musste, plante Aalto den Taxi- und PKW-Verkehr dicht an das Gebäude heranzuleiten. Deshalb sollte eine Fahrbahn alle Taxis von der Kreuzung unmittelbar bis unter das Vordach und eine weitere tiefer gelegene Fahrspur alle anderen PKWs zu einem unterirdischen, aber nicht sehr tief liegenden Parkplatz und einem „zweiten Eingangsniveau“ führen. Zwischen Nordfassade und Rolandstraße ragte nach den Plänen Aaltos das unterirdische Parkhaus als flaches, dreieckiges Bauelement aus dem Boden hervor und diente so automatisch als Trennung von Gebäude und Verkehr. Der Architekt verzichtete darauf, das Dach des dreieckigen Baukörpers als Abstellfläche für weitere Autos vorzusehen, um den frontalen Blick auf das Opernhaus nicht zu stören. Aalto sah vor, das ansteigende Dach mit Granit zu bedecken und somit eine horizontale „nicht figurale Skulptur“ zu erzeugen. Vom Parkplatz aus sollten die Besucher ebenfalls über kleine Parkwege zum Haupteingang gelangen.
Die Südseite des Gebäudes, an welcher sich keine Eingänge befinden sollten, war nach den Plänen Aaltos dem längeren Teil des Stadtgartens zugewandt und öffnete sich an der südwestlichen Ecke zur Parkanlage. An dieser Stelle sah Aalto vor, Foyer und Restaurant durch eine Glasfront mit den Grünflächen des Stadtgartens zu verbinden und die Wand des Opernstudios so zu konstruieren, dass diese sich im Sommer zugunsten eines Freilichttheaters öffnen ließ.
Der Raum unterhalb des Vordachs an der nordwestlichen Eingangsfassade diente in den Plänen Aaltos als Kassenhalle. Zu beiden Seiten der Kasse waren dort im Winkel die Eingangstüren vorgesehen. Hinter diesen öffnete sich nach den Plänen Aaltos die funktionale mit weißem Marmor verkleidete Eingangs- und Garderobenhalle, welche den Besucher „zu den höher liegenden Ebenen des Foyers“ leiten würde. Über mehrere Treppen sollte es dem Besucher an dieser Stelle möglich sein, das tiefer gelegene Restaurant oder das höher gelegene Hauptfoyer zu erreichen. Das durch die verschiedenen Höhenniveaus entstehende Treppenmotiv setzte sich im Hauptfoyer durch die Aufgänge zu den Balkonen fort. Aalto plante, das 14 Meter hohe Foyer mit weißen Decken und Wänden zu versehen und mit einem taubenblauen Teppich auszulegen. Die Balkone würden vom gesamten Foyer aus zu sehen sein und als Zugänge zu den Logen des Zuschauerraums dienen. Um eine Steigerung der Festlichkeit zu erzeugen, plante Aalto, dass der gesamte Zuschauerraum nur durch das Foyer und keinesfalls durch die Garderobe zu erreichen sein sollte.
Aalto sah vor, den Zuschauerraum in Form eines asymmetrischen Amphitheaters anzulegen, welches hinter drei Rängen mit einer gewellten Wand abschließen würde. Es ist davon auszugehen, dass Aalto sich bei der „amphitheatralischen Konzeption“ des Zuschauerraums am Amphitheater von Delphi orientierte, welches er einige Jahre vor dem Wettbewerb besichtigt hatte. Jedoch wandelte er in Essen den klassischen Theaterraumtypus ab, indem er die Sitzreihen, welche sich bogenförmig um die Bühne gruppierten, durch einen nicht mittigen Gang teilte und so zwei ungleichmäßige Blöcke schuf, die er weiterhin in „unterschiedlicher Breite und Tiefe“ ausrichtete. Mit der asymmetrischen Grundform wollte Aalto begünstigen, dass auch bei nicht ausverkauften Veranstaltungen ein angenehmes Raumgefühl entstehen konnte, weil man den Raum nicht als leer empfand. Weiterhin begünstigte diese Form eine Verlängerung der Logenwand. Im leicht aufsteigenden Parkett sollten 893 Zuschauer Platz finden und in den drei Rängen insgesamt 430. Zur Steigerung der Festlichkeit teilte Aalto die Ränge in seinem Entwurf durch „Trennwände in kleine Logenkästen“ auf. Im Gegensatz zu den Sitzreihen im Parkett, den Seitenwänden und der Decke, die in einem dunklen Indigo gestaltet werden sollten, wählte der Architekt für die drei Ränge und ihre Hinterwand eine Gestaltung aus weißem Marmor, teils massiv, teils als filigrane Stäbchen. Weiterhin sollten die Logen mit rosafarbenem Samt ausgekleidet und mit Gold und Bronze Elementen verziert werden. Wie in der Wettbewerbsausschreibung vorgesehen, arbeitete Aalto in seinem Entwurf kein detailliertes bühnentechnisches Programm aus. Er deutete lediglich die runde Form der Bühne und den dadurch entstehenden halbrunden Orchestergraben an. Durch diese Form bezweckt der Architekt, dass die Bühne weiter in den Zuschauerraum rückt und der Betrachter näher am Geschehen sein kann.

#### Urteil des Preisgerichts
Obwohl Alvar Aalto in seinem Ideenentwurf die Grund- und Aufrisse nur schemenhaft dargestellt hatte und einige Fragen offengeblieben waren, entschied das Preisgericht einstimmig, dass Aalto mit „große[m] Abstand zu den anderen Arbeiten“ den ersten Preis erhalten sollte.
Dabei lobten die Verantwortlichen insbesondere die städtebauliche Einordnung. Neben der Tatsache, dass die Anreise sowohl mit dem Auto, der Straßenbahn als auch zu Fuß wohl durchdacht sei, hoben die Preisrichter vor allem hervor, dass das dreieckige Parkhaus als wirkungsvolle „Überleitung von Straßenraum zur Plastik des Baukörpers“ fungiere. Jedoch wurde nicht nur die Verbindung von Straßenraum und Bau positiv betont. Auch mit der Verbindung von Gebäude und Grünflächen konnte Aalto das Preisgericht überzeugen und es wurde insbesondere die Öffnung von Foyer, Restaurant und Opernstudio an der Südfassade hervorgehoben. Weiterhin hielt das Preisgericht in seinem Urteil fest, dass im Inneren „eine räumliche Konzeption von großer Originalität und Schönheit“ zu erkennen sei und vor allem das stufenartige Foyer und der ungewöhnliche Zuschauerraum ein besonderes Raumerleben und eine festliche Stimmung versprächen. Trotzdem wurden insbesondere im Inneren des Gebäudes einige Mängel beanstandet, die es „ohne Beeinträchtigung der Grundidee“ zu beheben galt. So führten die Preisrichter an, dass der Bühnenturm zu niedrig und sowohl Seitenbühne als auch Neben- und Betriebsräume im Bühnenhaus zu klein seien. Ebenso bemängelten sie Größe und Lage der Werkstätten, beides habe der Architekt ohne Rücksicht auf die dort herrschenden Arbeitsvorgänge gewählt. Dennoch zeigte sich das Preisgericht zuversichtlich und fügte an, dass sich die angeführten Mängel durch eine Vergrößerung des Baus und eine Neuordnung der Werkstätte, Betriebs- und Nebenräume zweifellos beheben ließen.

#### Alvar Aaltos Überarbeitung in zwei Phasen
Im Sinne der Preisrichter überarbeitete Alvar Aalto seine skizzenhafte Idee und konzipierte ab 1960 eine detaillierte Bauplanung. Aufgrund der geforderten Änderungen entstand im Zuge dieser Überarbeitung aus dem „monolithen Baukörper der ersten Version eine differenzierte, zweistufige Architektur“ mit vergrößertem Volumen, die in ihrer Form an „schroffe Felsformationen“ erinnerte.
Da die Preisrichter insbesondere die Höhe des Bühnenturms beanstandet hatten, galt es diesen abzuändern. Bei einer neuen Höhe von 35 Metern war es nun jedoch auch vonnöten, die äußere Form des Gebäudes anzupassen, da der zylinderförmige Bühnenturm sonst die ansteigende Dachkonstruktion überragt hätte und der organische Gesamteindruck verloren gegangen wäre. Hätte Aalto lediglich die Dachschräge der neuen Höhe des Bühnenturms angepasst, so hätte dies eine Gesamthöhe von über 40 Meter ergeben. Um dies zu vermeiden, konzipierte der Architekt einen „zweistufigen Dachaubau“, indem er „zwei verschieden hohe, parallel laufende, schräge Ebenen [gestaltete], die sich im Kernbereich von Spielbühne und Zuschauerraum überschneiden“ sollten. Für das gesamte Dach sah Aalto eine Verkleidung aus Kupferblech vor. Zwar plante der Architekt für den gesamten Bau eine „Werksteinfassade mit starker vertikaler Profilierung“, dennoch sah Aalto vor, die beiden unterschiedlich hohen Elemente hinsichtlich ihrer Verkleidung und Gestaltung zu differenzieren. So sollte der niedrigere Teil, unter dem sich Nebenbühne, Betriebs- und Nebenräume, Werkstätten und Teile des Foyers befanden, durch Fenster, welche systematisch zwischen den Lisenen Fassadenplatten platziert werden sollten, einfach und schlicht gegliedert werden. Für das höhere Bauelement hingegen, unter dem Zuschauerraum und Bühnenturm zusammengefasst werden sollten, sah Aalto eine differenzierte Oberflächengestaltung vor. Um einen „vibrierenden Eindruck hervorzurufen“, plante der Architekt eine stärkere Wellung der Fassade und eine freiere Anordnung der Fenster.
Im Vergleich zum Wettbewerbsentwurf hob Aalto hier die gewellte Front zur Huyssenallee noch deutlicher als Schau- bzw. Vorderseite hervor, wohingegen die Fassadenseite zur Rellinghauserstraße „noch kantiger und abweisender“ wirkte als zuvor. An der Südfassade erweiterte Aalto die Öffnung von Foyer, Restaurant und Opernstudio durch eine weitläufige Terrasse, welche die an dieser Stelle bereits im ersten Entwurf angestrebte Verbindung von Gebäude und Stadtgarten abermals verstärken sollte.
Die bereits im Ideenentwurf skizzenhaft dargestellte Raumkonzeption arbeitete Aalto hinsichtlich einer geplanten Realisation ausführlich aus, änderte sie jedoch nur unwesentlich ab. Hinter dem Eisernen Vorhang sah er vor, alle Räume hinsichtlich den Forderungen nach größeren und besser gelegenen Betriebs- und Nebenräumen umzustrukturieren. Weiterhin plante Aalto die Sitzreihen in den Rängen nun nicht mehr durch Trennwände in Logenkästen aufzuteilen, sondern sie lediglich durch breite Stützen zu gliedern.
Nachdem die Arbeit an dem Projekt trotz der genannten Änderungen Aaltos 1964 eingestellt worden war, erhielt der Architekt 1969 erneut den Auftrag seinen Entwurf zu überarbeiten. Diesmal forderte der Rat der Stadt Essen, dass in dem neuen Bau nicht wie geplant nur die „Darbietung von Oper und Operette [sondern] auch die Aufführungen von Schauspielen und Konzerten möglich sein sollten.“ Weiterhin forderte man die Verringerung der „Platzzahl von 1330 auf 1100“ 1974 stellte Aalto dem Rat seinen ausführungsreifen Plan vor.

#### Überarbeitungen Harald Deilmanns nach 1981
Nach dem Tod des Architekten Alvar Aalto 1976 kam das Bauprojekt erneut zum Erliegen. 1981 beauftragte der Aufsichtsrat der inzwischen gegründeten „Gemeinnützigen Theaterbaugesellschaft mbh“ den Architekten Harald Deilmann, die Pläne Aaltos erneut zu überarbeiten. Dabei galt es die Pläne sowohl den inzwischen veränderten funktionalen, bauordnungsrechtlichen und technischen Bestimmungen als auch den neuen gesetzlichen Bauvorgaben anzupassen. „Tragende Maxime“ für diese Überarbeitungsphase war jedoch „die Wahrung des künstlerisch-architektonischen Konzepts“ Aaltos. Dies betraf insbesondere das äußere Erscheinungsbild des Gebäudes, seine Platzierung innerhalb des Stadtgartens und im Inneren die Erhaltung des gesamten Zuschauerraums und des stufenartigen Foyers.
Die Überarbeitungen Deilmanns beinhalteten die Verlegung des Eisernen Vorhangs vor den Orchestergraben, die Vergrößerung der rechten Seitenbühne und die Verbesserung der akustischen Bedingungen im Zuschauerraum. So ist zum einen „durch die Verlagerung von Fundusräumen aus dem Dachbereich oberhalb des Zuschauerraums über der akustisch transparenten Deckenabhängung“ und dort angebrachte Schallreflektoren und variable Schallvorhänge „zusätzlicher Nachhallraum entstanden“. Zum anderen wurden durch die Profilierung der „Seitenwände im Proszeniumsbereich hinter der akustischen Wandverkleidung“ weitere „Erstreflexionen von der Bühne in das Parkett gewährleistet“. Durch die Verlegung des Eisernen Vorhangs vor den Orchestergraben konnte weiterhin die Zahl der Plätze mit Hör- und Sichteinschränkungen gemindert werden. Des Weiteren umfassten die Änderungen Deilmanns den „Wegfall der Studiobühne, […] [eine] neue Lösung der Kulissenzufahrt, […] [die] Verlegung des Beleuchtungsstellwerks […] [und die] Einfügung der geforderten neuen Räume und Raumgruppen wie Probebühne, Werkstätten, Schauspielumkleiden, Technikerzentrale und Reduzierung der bis dahin vorgesehenen Flächenansätze“.

### Namensgebung
Sechs Monate bevor das Opernhaus eröffnete, waren die Leser der Westdeutschen Allgemeinen Zeitung aufgerufen, Namensvorschläge einzureichen. Neben Namen wie Oper Essen, Venus-Oper, Noten-Schlüssel, Haus der Klänge, Folkwang-Theater oder Oper 2000 setzte sich schließlich Aalto-Theater durch.

## Beschreibung

### Lage
Der Essener Stadtgarten, in welchem sich das Aalto-Theater befindet, liegt umgeben von mehreren Hauptverkehrsstraßen etwa einen Kilometer vom Essener Stadtzentrum entfernt. Wie bereits im ersten Entwurf des finnischen Architekten Alvar Aalto vorgesehen, befindet sich das Aalto-Theater in der nordöstlichen Ecke des Stadtgartens an der Kreuzung Rolandstraße/Rellinghauser Straße nur unweit von den städtischen Saalbauten, die ebenfalls im Stadtgarten liegen. Die Randlage des Theaters innerhalb des Stadtgartens begünstigt, dass Grünflächen und Pflanzen des Parks durch die Anreise zum Theater nicht zu Schaden kommen. Weiterhin ist durch die äußere Lage innerhalb der Parkanlage die Nähe zur Stadt und den entsprechenden Verkehrsmitteln gegeben. Die organische Umgebung wurde vom Architekten bei der Planung des Theaters aufgegriffen und einbezogen. So unterstützt „die Lage des Hauses innerhalb der natürlichen Umgebung des Stadtgartens […] die architektonisch beabsichtigte Wirkung des Baus, indem sie dessen organische Grundidee für den Besucher erlebbar macht.“

### Architektur- und Baubeschreibung

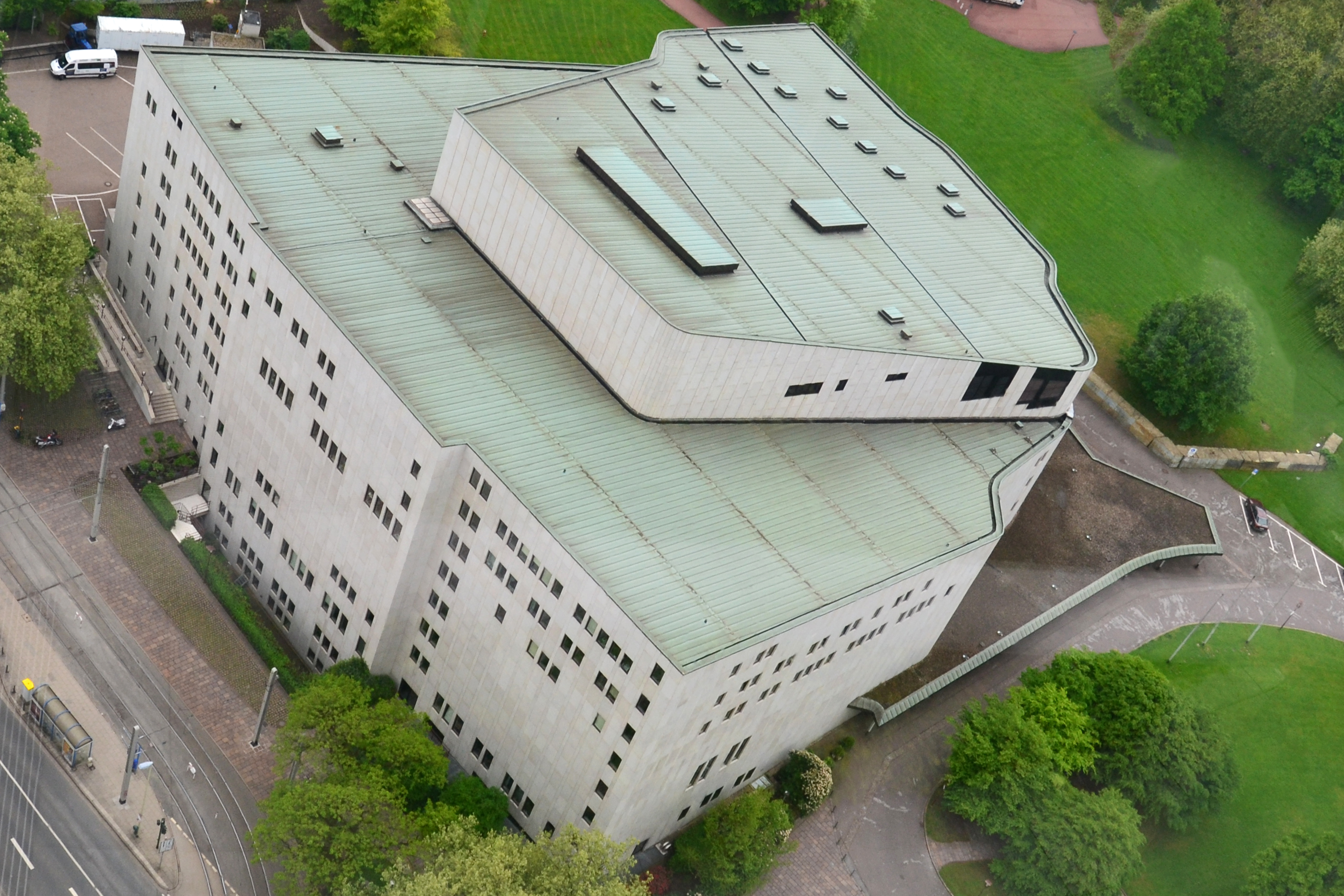
Gesamtansicht vom Dach des nahen RWE-Turms (2013)

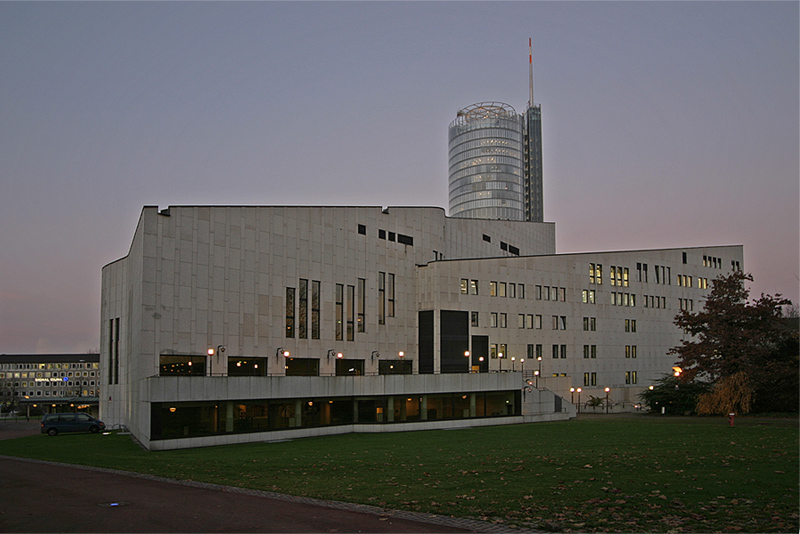
Rückansicht; im Hintergrund der RWE-Turm

Auch nach dem Tod Alvar Aaltos galt es, das architektonische und künstlerische Konzept des finnischen Architekten zu wahren. Dies beinhaltete neben der Umsetzung des stufenartigen Foyers und des Zuschauerraums nach den Plänen Aaltos im Inneren des Gebäudes insbesondere, dass die Lage des Gebäudes innerhalb des Stadtgartens und die äußere Erscheinung des Baus nach den Vorstellungen des finnischen Architekten ausgeführt wurden (Siehe Alvar Aaltos Ideenentwurf von 1959 und Alvar Aaltos Überarbeitung in zwei Phasen).
Wie bereits im ersten Entwurf Aaltos charakterisiert sich das Aalto-Theater heute durch einen asymmetrischen und geschwungenen Grundriss und erscheint als organische Großform.
Da der Bühnenturm in die Dachfläche integriert wurde, wird der Bau in seiner Grundform durch zwei verschieden hohe, aber gleichermaßen ansteigende Bauelemente bestimmt, die ein zweistufiges Kupferfalzdach bilden.
Zwar ist die Fassade des gesamten Baus mit Natursteinplatten versehen, im Sinne Aaltos unterscheiden sich die beiden verschieden hohen Bauelemente jedoch hinsichtlich ihrer Fassadengestaltung. So wird das niedrigere Bauelement, unter dem sich Seitenbühnen, Betriebsräume, Werkstätten und Teile des Foyers zusammenschließen, durch Fenster, welche gleichmäßig zwischen der Fassadenprofilierung platziert sind, sehr einfach und schlicht gegliedert. Das höhere Bauelement hingegen, unter dem sich Zuschauerraum und Bühnenturm befinden, charakterisiert sich durch eine differenzierte Oberflächengestaltung und eine freiere Anordnung der Fenster.
Nach den Plänen des finnischen Architekten wurde der Bau in der nordöstlichsten Ecke des Stadtgartens platziert und mit seiner Front beinahe diagonal, aber mit großer Distanz Richtung Kreuzung Huyssenallee/Rolandstraße ausgerichtet. Die nordwestliche Frontfassade zeichnet sich durch eine große Wellenform aus, in deren Scheitelpunkt sich unter einem ebenfalls gewellten Vordach alle Besuchereingänge befinden. Wie bereits von Aalto geplant, befindet sich an dieser Seite des Gebäudes die Zufahrt zur Tiefgarage und verschiedene Parkwege leiteten die Besucher hier zu den Eingängen. An der südwestlichen Ecke der Südfassade öffnen sich Teile des Foyers und der Cafeteria durch raumhohe Fenster und eine weitläufige Terrasse Richtung Stadtgarten. An dieser Stelle besteht ebenfalls die Möglichkeit, die Wände des Opernstudios zugunsten eines Freilichttheaters zu öffnen. So entsteht hier die bereits von Aalto angestrebte Verbindung von Grünflächen und Gebäude.

### Innenräume
Da auch das stufenartige Foyer und der Zuschauerraum nach den Vorstellungen Alvar Aaltos umgesetzt werden sollten, findet sich heute im Inneren die „differenzierte funktionelle Raumfolge“, die bereits in den ersten Entwürfen des Architekten angedacht war (Siehe Alvar Aaltos Ideenentwurf von 1959 und Alvar Aaltos Überarbeitung in zwei Phasen).
Nähert man sich den Eingängen des Aalto-Theaters an der nordwestlichen Fassadenseite, so stößt man unter dem gewellten Vordach zunächst auf einen Kassenbereich, zu dessen Seite sich die Eingangstüren anordnen. Von einem darauffolgenden kleineren Eingangsbereich führen mehrere Glastüren in eine großzügige Garderobenhalle, die von „der niedrigen Raumhöhe und de[n] in die Decke eingelassen künstlichen Beleuchtung bestimmt wird.“ Neben einem hellen Marmorboden, massiven glasierten Keramiksäulen und „einige[n] mit blauen Keramikkacheln verkleideten Wandflächen“ wird die Garderobenhalle insbesondere durch einen gewellten Garderobentresen bestimmt, welcher sich beinahe über die gesamte Breite der Halle erstreckt. Mit der absoluten Trennung von Garderobe und Foyer, beabsichtige bereits Aalto in seinen Plänen die Qualität der „gesellschaftlichen Begegnung“ zu steigern.
Von der Garderobe führen drei Treppenauf- und -abgänge in das erhöht liegende Foyer und in die tiefer liegende Cafeteria. Das Foyer erscheint als heller, offener und dennoch differenzierter Raum mit einer Höhe von 14 Metern. Nach den Plänen Aaltos ausgestattet mit graublauem Teppichboden, schmalen bis zum Boden reichenden Fenstern und mehreren Sitzgruppen vor der südlichen Fensterfront, strahlt das Foyer trotz der reduzierten Farbigkeit und des Verzichts auf jegliche Dekoration durch Bilder oder Skulpturen eine „gewisse Wohnlichkeit aus“. Dass sich weder Bilder noch Skulpturen (bis auf eine Aalto-Büste die zu Ehren des Architekten aufgestellt wurde) im Foyer wieder finden, zeigt, dass bei der Gestaltung Wert auf eine Dominanz der Architektur gelegt wurde. Die Architektur steht und spricht für sich und wird so selbst zu seinem „skulpturale[n] Element“ Insbesondere die weißen Brüstungen der beiden im Hauptfoyer sichtbaren Balkone, welche als Zugänge zu den beiden Zuschauerrängen fungieren, stechen hierbei hervor und erscheinen als skulpturale Wandelemente. Das durch verschiedene Höhenniveaus entstehende Treppenmotiv im Eingang des Foyers spiegelt sich in den Aufgängen zu zwei Balkonen im Hauptfoyer wider. Zur Steigerung der Festlichkeit erreicht man ausschließlich vom Foyer (und nicht durch die Garderobenhalle) durch mit dunklem Rosshaar bespannte Türen den Zuschauerraum.

#### Zuschauerraum
Der Zuschauerraum erscheint in der Form eines asymmetrischen Amphitheaters. Wie in einem klassischen Amphitheater steigen die Sitzreihen leicht an und sind bogenförmig um die Bühne angeordnet. Alvar Aalto wandelte diesen klassischen Theaterraumtypus jedoch bereits in seinem ersten Entwurf ab, indem er den Zuschauerraum durch einen asymmetrisch angeordneten Mittelgang teilte und so ein Ungleichgewicht der Sitzreihen zu beiden Seiten erzeugte (15 Sitzreihen auf der rechten, 21 Reihen auf der linken Seite). Der größere Sitzreihenteil staffelt „sich weit in die Tiefe“ wohingegen der kleinere Teil einen „intimeren Bereich“ darstellt. Das Parkett endet an einer geschwungenen Rückwand, an der sich drei Ränge befinden („zwei für die Zuschauer, zwei für die Technik“). Insgesamt finden rund 1125 Besucher im Zuschauerraum des Theaters Platz. Wie bereits im Ideenentwurf Aaltos vorgesehen, wird der Zuschauerraum insbesondere durch einen starken Farbkontrast bestimmt. So sind Sitze, Wände und Decken in ein dunkles Indigo gehüllt, von dem sich die drei geschwungenen weißen Balkonbrüstungen deutlich abheben.
Die drei Brüstungen des Zuschauerraums nehmen die Formen der Brüstungen des Foyers auf und erscheinen auch hier als skulpturale Elemente. Im Gegensatz zu den Brüstungen im Foyer sind die Brüstungen im Zuschauerraum jedoch „durch die Schraffur von Holzstäben filigraner gestaltet“. Um technische Anlagen zu verdecken und aus akustischen Gründen wurden die dunkelblauen Seitenwände des Zuschauerraums mit „fächerförmigen Skulpturen“ versehen.

#### Bühne und Orchestergraben
An den Zuschauerraum anschließend befinden sich auf insgesamt 1750 Quadratmetern eine 530 Quadratmeter große Hauptbühne, zwei Seitenbühnen und eine Hinterbühne. Die Bühne kann „durch die hebbare Portalbrücke und durch die seitlich verfahrbaren Portaltürme“ von zehn Metern Breite und fünf Metern Höhe auf bis zu 17 Meter Breite und 9,5 Meter Höhe vergrößert werden, „während der Schnürboden mit seinen Prospektzügen 21 bis 24 Meter über dem Bühnenboden liegt.“ Die Bühnenanlage ist mit drei vertikal beweglichen Bühnenpodien ausgestattet, die sich bei einer Größe von 5 × 17 Metern 2,53 Meter in den Boden senken, 4,68 Meter in die Höhe bewegen und „bis zu einer Neigung von 1:10 schräg stellen“ lassen. Der Hinterbühnenwagen ist bei einer Tiefe von 15 Metern, einer Breite von 17 Metern und einer eingebauten Drehscheibe mit 14 Metern Durchmesser „bühnen-eben verfahrbar“.
Insgesamt 82 Maschinenzüge, die über einen zentralen Computer zu bedienen sind, ermöglichen die Steuerung der Bühnenpodien und verschiedener Kulissenteile.
Der Orchestergraben fasst rund 100 Musiker und ermöglicht verschiedene Änderungen und individuelle Orchesterbesetzungen. Bei einer Öffnung von 93 Quadratmetern entsteht durch „sechs hebbaren Orchester-Doppelstockpodien“, die von 0,2 Meter bis zu 3 Meter tief in den Boden eingelassen werden können, eine Gesamtgrundfläche von 140 Quadratmetern. Dabei liegen Teile des Orchesterraums unterhalb der Bühnenrampe und der Vorbühnenerweiterung.

#### Akustik
Die akustischen Bedingungen wurden weitestgehend nach den Plänen Deilmanns umgesetzt (Siehe Überarbeitungen Harald Deilmanns nach 1981).
„Die Verlagerung von Fundusräumen aus dem Dachbereich oberhalb des Zuschauerraums über der akustisch transparenten Deckenabhängung“ und die dortige Anbringung verschiedener Schallreflektoren und variabler Schallvorhänge ermöglicht „zusätzliche[n] Nachhallraum“ im Zuschauerraum. Weiterhin gewährleistet die Profilierung der „Seitenwände im Proszeniumsbereich hinter der akustischen Wandverkleidung“ weitere „Erstreflexionen von der Bühne“ in den Zuschauerraum. Neben den fächerförmigen plastischen Elementen an den Seitenwänden des Zuschauerraums, die dafür sorgen, dass auch in den hinteren Sitzreihen eine gute Akustik gewährleistet ist, besitzen auch die Sessel „eine schalltechnische Besonderheit“. Damit die Akustik im Raum nicht durch leere Sitzplätze gestört und verzerrt wird, wurden alle Sessel in Kopfhöhe mit schwarzen Lederapplikationen versehen, die den Schall reflektieren.

## Stilistische Einordnung
Das Aalto-Theater ist unter anderem durch seine Eingliederung in die vorhandene landschaftliche Situation, seine geschwungenen Formen und seiner Möglichkeit zur Ausweitung in die Natur durch Öffnung der Studiobühne der organischen Architektur zuzuordnen.
Der Begriff organische Architektur bezeichnet „allgemein eine Architekturströmung […], die sich im 20. Jahrhundert im Rahmen der Moderne neben dem puristischen Funktionalismus, dem Konstruktivismus und dem Rationalismus herausgebildet hat“ und sich gemeinhin durch eine Analogie zur Natur charakterisiert.
Alvar Aalto selbst nutzte den Begriff organisch nur sehr selten. Trotzdem zählen viele seiner Bauten zur organischen Architektur, da sie auf nicht-geometrischen Grundrissen basieren, eine außerordentliche Variabilität und Vielfältigkeit an fließenden, runden Formen und natürlichen Materialien aufweisen und die vorhandene natürliche Umgebung aufgreifen.
Zwar ließen bereits Ende der 1920er Jahre Bauten wie die Stadtbibliothek in Viipuri, Finnland (heute Russland) (1927–1935) oder das Tuberkulosesanatorium in Paimio, Finnland (1929–1933) eine besondere Naturverbundenheit Aaltos deutlich werden, bevor der Architekt in den 1930er Jahren aber endgültig zur organischen Architektur finden sollte, war sein Schaffen zunächst von historisierenden Tendenzen und dem Stil der internationalen Moderne geprägt. Als Voraussetzungen für die organische Architektur im Werk Aaltos gelten insbesondere sein auf einer Verbundenheit zur finnischen Umwelt basierendes Natur- und Traditionsbewusstsein. Vor allem durch den finnischen Hausbau, so heißt es, ließ er sich im Bezug auf „die Verwendung natürlicher Materialien, die organischen Erweiterungen und die Eingliederung in die Landschaft“ inspirieren.

## Skulpturale Gestaltung des Außenbereichs von Ulrich Rückriem
Kurz vor der Eröffnung des Aalto-Theaters im Jahr 1988 entschied die Theater-Baugesellschaft, den deutschen Bildhauer Ulrich Rückriem mit der skulpturalen Gestaltung des Außenbereichs zu beauftragen. Seit 1987 befindet sich an der nordwestlichen Straßenecke deswegen eine „vier Meter hohe Stele aus Naturstein“ (Dolomitgestein) des Künstlers. Von dieser Skulptur führt ein ebenfalls von Rückriem konzipierter, von Kalksteinmauern gerahmter Fußweg zu den Eingängen des Theaters an der nordwestlichen Fassadenfront. Durch eine Verbindung von Natur, praktischer Funktion und Skulptur unterstützt der von Rückriem skulptural gestaltete Zugang zum Theater die von Aalto angestrebte Verbindung von Natur und Bau und dient als „Vorbereitung auf die organische Skulptur des“ Theaters.

## Intendanten und Generalmusikdirektoren
- 1988–1992: Manfred Schnabel (Intendant)
- 1992–1997: Wolf-Dieter Hauschild (Intendant und GMD)
- 1997–2013: Stefan Soltesz (Intendant und GMD)
- 2013–2023: Hein Mulders (Intendant) und Tomáš Netopil (GMD)
- seit Spielzeit 2022/2023: Merle Fahrholz (Intendantin)[67]
- seit Beginn der Spielzeit 2023/2024: Andrea Sanguineti (GMD)[68]

## Internetquellen
- Das Aalto-Theater. auf: theater-essen.de (21. August 2020).
- Chronologie des Aalto-Baus. auf: theater-essen.de (21. August 2020).
- Zahlen und Fakten. auf: theater-essen.de (21. August 2020).